# Церква Святої Преподобної Параскеви Сербської (Горошова)
Церква Святої Преподобної Параскеви Сербської в Горошовій — парафія і храм Борщівського благочиння Тернопільської єпархії Православної церкви України в селі Горошова Чортківського району Тернопільської области.

## Історія церкви
Цей хрещатий храм має п'ять куполів. Центральний купол увінчаний позолоченою маківкою. Бічні куполи трирівневі та схожі за стилем на центральний. Високі, вузькі вікна надають будівлі візуальної висоти. Фасад головного входу завершується високим порталом у модерновому стилі, де встановлена скульптура святої преподобної Параскеви Сербської. Чотириярусний іконостас має велике заокруглення над царськими воротами.
Квадратна, трирівнева дзвіниця, на якій розташовано п'ять дзвонів, переходить у восьмигранну форму на другому ярусі. Її купол стилістично відповідає куполам храму.
У листопаді 1990 року громада вирішила звести тимчасову молитовну споруду. Після освячення місця та встановлення хреста, 4 грудня 1990 року відбулася перша відправа.
У березні 1991 року заклали фундамент та освятили перший камінь. На свято приїхали єпископ Тернопільський і Бучацький Василій та 20 священників.
15 квітня 1993 року встановили куполи. Новий іконостас виготовили Василь Дуткевич з батьком, а художники під керівництвом Василя Стецька розмалювали храм. Зовнішнє оздоблення виконав Мирон П'янтківський з Бучаччини.
У 1996 році почали будувати дзвіницю. У 1999 році за спільні кошти придбали великий дзвін, освятили його та назвали Михаїлом. Ще один дзвін купив Святослав Ктитор. 17 грудня того ж року куполи дзвіниці були встановлені та закріплені.

## Парохи
- о. Іван Козак (з 1990).